# Bierzo Bajo
El Bierzo Bajo es la zona central de la comarca leonesa del Bierzo, y la forman los municipios de Arganza, Borrenes, Cabañas Raras, Cacabelos, Camponaraya, Carracedelo, Cubillos del Sil, Ponferrada, Priaranza del Bierzo, Sancedo, Toral de los Vados y Villafranca del Bierzo.
Ocupa la parte más profunda y plana de la fosa tectónica que forma el Bierzo, conocida como hoya berciana.
En esta zona vive la mayor parte de la población de la comarca, encontrándose el núcleo poblacional más importante, Ponferrada, que a su vez es capital administrativa.
Tradicionalmente el sector más importante ha sido el primario a través de la gran producción hortofrutícola favorecida por el micro-clima de que disfruta el Bierzo el cual es más suave en esta comarca del Bierzo Bajo. Durante el siglo XX y, principalmente, debido a la explotación de los yacimientos de carbón y hierro del Bierzo se produjo un gran desarrollo del sector secundario protagonizado por las empresas Minero Siderúrgica de Ponferrada y Endesa, esta última con sus centrales térmicas de Compostilla I (ya desmantelada, hoy sede del CIUDEN (Fundación Ciudad de la Energía), y Compostilla II en Cubillos del Sil, la segunda central térmica en cantidad de producción de España. También otras empresas como Cementos Cosmos en Toral de los Vados han tenido un gran protagonismo en este sector.
Con la llegada de la segunda mitad del siglo XX y el crecimiento de la ciudad de Ponferrada se produce un despegue del sector terciario, el sector servicios, principalmente en el núcleo urbano de Ponferrada y en menor medida en los de Camponaraya y Cacabelos.
En Fuentesnuevas, municipio de Ponferrada, tiene su sede la Mancomunidad de Municipios del Agua del Bierzo.